# Das Geheimnis der Lüfte
Das Geheimnis der Lüfte ist ein österreichisch-französischer Stummfilm aus dem Jahr 1913.

## Handlung
Der Film, der seinen Reiz nahezu ausschließlich aus den Luftaufnahmen über Wien und der angrenzenden Landschaft bezieht, die aus dem Flugzeug des Kunstfliegers Karl Illner angefertigt wurden, erzählt vom Leidensweg eines jungen Mädchens, das allmählich zur Frau reift. Ein junger Mann, der sie begehrt, zeigt sich derart hartnäckig in seinem Bestreben, ihr Herz zu erlangen, dass die junge Dame dringend Hilfe bei einem Detektiv sucht. Während eines Flugs hoch in den Lüften über Wien kommt es zum Showdown zwischen Detektiv und Stalker, wobei der falsche Freund und selbsternannte Liebhaber aus einem Ballon in die Tiefe stürzt und dabei ums Leben kommt.

## Produktionsnotizen
Das Geheimnis der Lüfte wurde im Frühjahr 1913 gedreht, war zwischen 1500 und 1700 Meter lang und besaß fünf Akte. Die Uraufführung war im August 1913 im Wiener Grabenkino. Im Deutschen Reich lief der Streifen (Zensur Januar 1914) im darauf folgenden Jahr an.
Der Film war die erste Produktion der Firma Wiener Autorenfilm, für die Erich Pommer als Produzent auftrat.
Darsteller Max Ralph-Ostermann in der Rolle des lästigen Verehrers absolvierte den Sturz aus dem Ballon höchstselbst. Es handelte sich dabei um eine Fallhöhe von etwa 15 Metern, und am Boden wurde er von k.u.k.-Militärangehörigen mit einem Sprungtuch aufgefangen. „Die Wirkung dieses Todessturzes ist erschütternd“.

## Kritik
„Ernst Klein hat es verstanden, seinem Filmdrama alles das zu geben, was im Kino der Nervenkitzel ausmacht. Das ist vor allem die spannende Handlung und das fortgesetzte Jonglieren mit Sensationen. Und eine solche ist es sicherlich, wenn Karl Illner … nicht nur als Pilot allein, sondern als gewandter und talentvoller Filmdarsteller im Bild erscheint. (…) Eine Sensation ist es, den österreichischen Lenkballon „Austria“ in einer seiner Fahrten über Wien zu folgen. (…) Vieles Interesse weckt auch die Darstellerin der weiblichen Hauptrolle, Eva Roth vom Dagmartheater in Kopenhagen. (…) Sie zeigt eine hervorragende Begabung und erzielt in der Erzählung ihres Leidensweges, in der Szene mit dem Detektiv, einen großen dramatischen Effekt. (…) Ein Darsteller, der über gewaltiges Können verfügt, und von dem noch schöne Leistungen für den Film zu erwarten sind, ist Herr Julius Brandt vom Residenztheater, der Darsteller des Detektives Brandt. Die wohltuende Ruhe und Ausgeglichenheit seiner Spielweise ist nicht genug zu würdigen. (…) Ein eleganter Darsteller ist Herr Ralf-Ostermann, der auch Courage hat. Der Sturz aus dem Ballon ist nämlich Originalaufnahme. (…) Herrliche Stimmungsbilder aus dem Wienerwald …, den Donauauen, vom Flugfeld und den ungarischen Grenzgegenden füllen die Freilichtbilder aus.“